# 破碎之家
《愛的餘燼》（英語：The Broken Circle Breakdown）是一部2012年菲力斯·冯·古宁根执导的比利时剧情片，根据 Johan Heldenbergh 所写的戏剧改编而成。它代表比利时角逐第86届奥斯卡最佳外语片，并最终获得提名。赢得欧洲电影奖最佳女演员奖和第39届法国凯撒电影奖最佳外语片。

## 剧情
讲述一对夫妻因女儿患上癌症、接受治疗最终去世后，这个小家庭逐渐崩溃的过程，回忆穿插了两人在乐队交往相爱的经过。

## 角色
- 费尔勒·贝滕斯 - Elise Vandevelde，经营一家文身店
- Johan Heldenbergh - Didier Bontinck，“蓝草音乐”(Bluegrass Music)乐队主唱，爱唱美国国旗乡村民谣，向往美国
- Nell Cattrysse - Maybelle
- Geert Van Rampelberg - William
- Nils De Caster - Jock
- Robbie Cleiren - Jimmy
- Bert Huysentruyt - Jef
- Jan Bijvoet - Koen
- Blanka Heirman - Denise

## 制作
2011年7月18日至9月8日在比利时取景拍摄。

## 评价
北京青年报的影评人认为：“这部片中最出色的，我想是他的结构。他采用的是旧事新事编麻花辫的方法，剪辑出特别的张力。相对于多线叙事之类，这当然并不是一种什么新鲜的玩儿法，甚至显得陈旧。可是，当无比晴朗、放肆、温暖的婚前恋爱和压抑、痛苦、无法解脱的婚后孩子的病痛放在一起穿插着讲时，它会让我们在看轻松的剧情时略带辛酸，而在看悲伤的剧情时，又唏嘘不已。讲的是“破碎之家”，其实导演是把两个好人先撮合在一起，再破碎给你看，讲的不是结果，而是过程。是让你看一个美好的瓷器从高处跌落，让你听它破碎的声音，并看到一地瓦砾，无从收拾。也正是因为之前所说的，导演的那种编织悲伤和轻巧的麻花辫的剪辑方式，以及乐队总适时出现，准确地唱起歌来，才使这部电影的故事保持了它的清洁的尊严，哀而不伤。即使是三口之家最终毁灭了两口，也不至于使观者痛不欲生。导演没有刻意表现孩子的可爱与美好，没有特意煽情，他准确地把握了那个点，电影和光同尘，像普通生活一样。”

## 奖项
| 奖项               | 奖项             | 奖项                            | 奖项 | 奖项 |
| 奖项               | 类别             | 提名者                          | 结果 |      |
| ------------------ | ---------------- | ------------------------------- | ---- | ---- |
| 翠贝卡电影节       | 最佳剧情片女演员 | Veerle Baetens                  | 獲獎 |      |
| 翠贝卡电影节       | 最佳剧情片剧本   | Carl Joos, Felix Van Groeningen | 獲獎 |      |
| 2013年欧洲电影奖   | 最佳电影         |                                 | 提名 |      |
| 2013年欧洲电影奖   | 最佳导演         |                                 | 提名 |      |
| 2013年欧洲电影奖   | 最佳编剧         |                                 | 提名 |      |
| 2013年欧洲电影奖   | 最佳男演员       |                                 | 提名 |      |
| 2013年欧洲电影奖   | 最佳女演员       |                                 | 獲獎 |      |
| 第39届凯撒电影奖   | 最佳外语片       |                                 | 獲獎 |      |
| 第86届奥斯卡金像奖 | 最佳外语片       |                                 | 提名 |      |